# Feliks Gawdzicki
Feliks Gawdzicki inne formy nazwiska: Gaudzicki, krypt. i pseud.: F.G., Obywatel powiatu radomskiego (ur. ok. 1755 w Warszawie, zm. 7 marca 1836 w Dobrucie) – polski poeta, dramatopisarz i publicysta oświeceniowy, pułkownik i polityk, wolnomularz.

## Życiorys
Urodził się w rodzinie warszawskiego kuchmistrza wojewody ruskiego (Augusta Czartoryskiego) około roku 1755. Syn Franciszka Gawdzickiego (Gaudzickiego) i Brygidy z domu Salamonowicz. Brat Franciszki (późniejszej żony Pawła Barssa, zamożnego mieszczanina warszawskiego) i Marii (późniejszej żony Mikołaja Radziwiłła, starosty radoszkowskiego). Wychował się on w pałacu Augusta Aleksandra Czartoryskiego na Krakowskim Przedmieściu w Warszawie, gdzie pracował jego ojciec. Tam też zapewne pobierał pierwsze nauki stykając się z kręgiem artystów i uczonych dworskich. W roku 1776 wstąpił do reorganizującego się wojska polsko-litewskiego zaciągając się do regimentu Gwardii Konnej Litewskiej jako chorąży. Prawdopodobnie już po odbyciu służby wojskowej wstąpił do masonerii.
Poza działalnością literacką brał czynny udział w oświeceniowych ruchach republikańskich. Już od początku swej działalności politycznej związał się ze środowiskiem przygotowującym powstanie kościuszkowskie będąc kurierem zagranicznym. W tym okresie był łącznikiem Drezna z warszawską dywizją gen. Józefa Wodzickiego. W roku 1787 zakupił podszydłowiecki majątek Dobrut, na którym gospodarował. W tym też roku podróżującemu przez Radom do Kaniowa Stanisławowi II Augustowi ofiarował w imieniu obywatelstwa powiatu radomskiego swoje wiersze. W czasie obradowania Sejmu Czteroletniego przebywał w Warszawie, pilnie obserwował sytuację polityczną, uczestnicząc w sejmowej dyskusji publicystycznej. W roku 1792 (29 lipca) został obdarowany przez króla 20 dukatami. 14 kwietnia 1794 znalazł się w kręgu powstańców kościuszkowskich dowodząc Milicją Sandomierską jako pułkownik i trafił tym samym na listę podejrzanych gen. Igelströma. Dzień później (15 kwietnia) podjął się organizacji Radomskiego Korpusu Ochotników, dzięki czemu został dostrzeżony w centralnej administracji powstańczej zostając (23 sierpnia 1794) członkiem Sądu Kryminalnego Wojskowego. Po upadku insurekcji i klęsce państwa polskiego w 1795 r. próbował udać się na emigrację do Saksonii. Po nieudanej próbie pozostał w kraju podejmując się aktywnej działalności wolnomularskiej – kawaler różanego krzyża (VII stopnia), członek kapitularnej loży Rycerze Gwiazdy (w Warszawie) z loży Jutrzenka Wschodząca na Wschodzie Radomia.
Do późnej starości pozostał aktywnym literatem. Ślub z Franciszką Ciokowską 2.3.1810 w Dobrut. Zmarł w swoim majątku Dobrut w roku 1836, 7 marca w wieku 81 lat. Pogrzeb w Parafii Kowala Stępocina.

## Twórczość
Swój debiut poetycki publikował w latach 1774–1776 na łamach Zabaw Przyjemnych i Pożytecznych. W późniejszym okresie opublikował swoje poematy w zbiorze Pieśni Wolnomularskie (1820).

### Ważniejsze utwory
1. Wiersze z lat 1774–1776 ogł. w: Zabawy Przyjemne i Pożyteczne 1774, t. 10, cz. 2, s. 286-290; 1775, t. 12: cz. 1, s. 33-41, 156-160, cz. 2, s. 297-300; 1776, t. 13, cz. 1, s. 23-29
2. Najjaśniejszemu Stanisławowi Augustowi, Królowi Polskiemu, W. Ks. Lit. etc. etc., panu swojemu miłościwemu od obywatelstwa powiatu radomskiego wiersz ofiarowany w Radomiu r. 1787, brak miejsca i roku wydania. Druk anonimowy. Egz. pierwodruku w kodeksie rękopiśmiennym Biblioteki Kórnickiej, sygn. 1016; wyd. następne: z błędnym przypisaniem autorstwa S. Trembeckiemu w Pamiętniku Warszawskim, t. 8 (1817), s. 322 (sprostowanie błędu i wskazanie właściwego autora w Pamiętniku Warszawskim 1822, t. 4, s. 485); S. Trembecki: Poezje, wyd. 3, t. 2, Wilno 1822, s. 231 pt. Do Stanisława Augusta od ziemian sandomierskich w Radomiu – i dalsze wydania poezji Trembeckiego. Błąd ten sprostował A. Jednrysik
3. Do J. Oświeconego Kscia Jmci Mikołaja Radziwiłła, starosty radoszkowskiego, ord. Ś. Huberta kawalera, dnia 7 miesiąca grudnia 1788 r., Warszawa brak roku wydania
4. Do Dyzmy T. (Tomaszewskiego), Warszawa : Piotr Dufour (koniec 1791)
5. Do JWImci Księdza Hugona Sztumberg Kołłątaja, podkanclerzego koronnego, orderów polskich kawalera, dnia 1 kwietnia 1792 r., brak miejsca i roku wydania
6. Tryumwirat. Komedia(!) z Woltera wytłumaczona przez..., miała być wyst. Warszawa 17 grudnia 1792, zakazana przez cenzurę w styczniu 1793 (informacja: Tajna korespondencja z Warszawy do Ignacego Potockiego..., s. 100)
7. Składnia o despotycznych czynnościach Igielströma w Polszcze z pobudką do wojny, przez F. G. po prostu zebrana (odezwa krążąca po Warszawie w przededniu powstania kościuszkowskiego; krypt. rozwiązuje hipotetycznie B. Leśnodorski)
8. Bajeczki, nr 1, Kraków 1797, zawartość: „Do Pana Joachima”; „Bajki”: Dwa zające i wąż; Zdrój i kał (druk anonimowy, autorstwo według Estreichera)
9. List do s. (stolicy) Krakowa (utwór manipejski o charakterze politycznym), powst. na początku XIX wieku, rękopis: Ossolineum, sygn. 692/I, k. 38
10. Wiersze ogł. w Pamiętniku Warszawskim, t. 10 (1818), s. 515; t. 12, s. 430-431
11. Pieśni wolnomularskie, brak miejsca wydania (około 1820)
12. Wiersze ogł. w Tygodniku Polskim 1819, t. 4, nr 51, s. 284-286[2]; 1820, t. 1, s. 21[3], 311-312
13. Wiersze ogł. w Wandzie 1821, t. 2, s. 49-50[4]
14. Wiersze ogł. w Rozmaitościach, dodatku do Gazety Warszawskiej 1833, nr 49, s.193[5]; 1834, nr 50, s.197[6].

Zapewne był również autorem anonimowych pism jakobińskich oraz (według hipotezy J. W. Gomulickiego, wysuniętej na odczycie w Instytucie Badań Literackich 28 kwietnia 1959) autorem niektórych pamfletów politycznych z okresu Sejmu Czteroletniego, przypisywanych tradycyjnie F. Zabłockiemu.
Rękopis Biblioteki Kórnickiej, sygn. 1619, s. 207-209 jako utwory Gawdzickiego zapisuje 3 anakreontyki uchodzące tradycyjnie za utwory S. Trembeckiego: Kupido pokorny, Kupido anakreontyk, Kupido.

### Przekłady
- Voltaire: Tryumwirat, zobacz: Twórczość poz. 6
- Ch. F. Gellert: „Osły. Bajka naśladowana”, Wanda 1820, t. 1, s. 310
- Pierry: „Pudel i konie od fiakra”, Wanda 1820, t. 1, s. 311-312
- J. Racine: Atalia, akt 2 scena 5, wyjątki z nowego tłumaczenia, Rozmaitości Warszawskie 1828, nr 47.

### Listy
- Do S. Wodzickiego z roku 1823, rękopis: Ossolineum, sygn. 11654/II
- Do K. Koźmiana z roku 1825, rękopis: Biblioteka PAN Kraków, sygn. 2031, t. 2, k. 135-136.